# Porphyrisches Gefüge

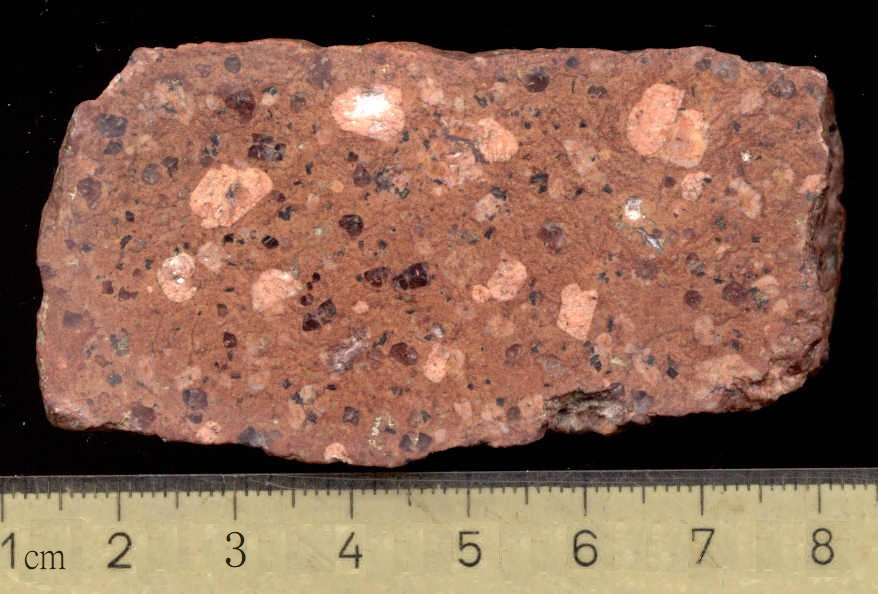
Porphyrisches Gefüge. Einsprenglinge von Alkalifeldspat (hell) und Quarz (dunkel) in einer rötlichen Grundmasse. Löbejüner Porphyr (ein Rhyolith).

Porphyrisches Gefüge ist ein Begriff zur Beschreibung des Gefüges eines magmatischen Gesteins. Es ist benannt nach den typprägenden Gesteinen, den Porphyren. Das porphyrische Gefüge ist gekennzeichnet durch deutliche Größenunterschiede der Mineralkörner im Gestein (bimodale Korngrößenverteilung). Daher unterscheidet man in einem porphyrischen Gestein Grundmasse (sehr kleine Körner) und Einsprenglinge (größere Körner). Das Mengenverhältnis von Grundmasse zu Einsprenglingen ist variabel.
Das ähnlich aussehende Gefüge mancher metamorphen Gesteine wird aufgrund der anderen Entstehungsweise nicht als porphyrisches, sondern als porphyroblastisches Gefüge bezeichnet.
Will man hervorheben, dass ein magmatisches Gestein keine Einsprenglinge besitzt, also faktisch nur aus Grundmasse besteht, so spricht man von einem aphyrischen Gefüge.

## Eigenschaften und Entstehung
Die Grundmasse oder Matrix des Gesteins ist entweder glasig oder sehr feinkörnig, so dass sie manchmal sogar unter dem Mikroskop, jedenfalls aber unter der Lupe nicht in einzelne Mineralkörner aufgelöst werden kann.
Die Einsprenglinge weisen ein Vielfaches der Korngröße der Grundmasse auf und sind deutlich unter der Lupe oder sogar mit bloßem Auge erkennbar. Sie schwimmen gewissermaßen in der homogenen Grundmasse. Einsprenglingskristalle sind in der Regel idiomorph ausgebildet. Oft sind es nur Kristalle einiger weniger – eines bis drei – der im gesamten Gestein enthaltenen Minerale. In Basalten bestehen solche Einsprenglinge meist nur aus Plagioklas, Olivin und Pyroxen, in Rhyolithen meist nur aus Alkalifeldspat und Quarz.
Porphyrische Gefüge treten hauptsächlich in vulkanischen Gesteinen auf, die unmittelbar an der Erdoberfläche als Lavastrom oder in nur geringer Tiefe als Subvulkanit erstarrt sind. Die bimodale Korngrößenverteilung ist das Ergebnis eines zweistufigen Kristallisationsprozesses:
- Zunächst kühlt die Gesteinsschmelze in einer Magmakammer tief unter der Erde sehr langsam ab. Erste Kristalle bilden sich, sobald die Schmelztemperatur der entsprechenden Minerale unterschritten wird (vgl. → fraktionierte Kristallisation). Diese Kristalle wachsen sehr langsam und ungestört in der Schmelze.
- Ein Vulkanausbruch fördert die Schmelze mitsamt den bereits gebildeten Kristallen darin aus der Magmakammer an die Erdoberfläche. Die Schmelze kühlt dort sehr rasch ab oder wird sogar geradezu abgeschreckt. Sie erstarrt daher amorph oder kristallisiert nur sehr feinkörnig.

Diese schnell abgekühlte Schmelze bildet die Grundmasse des Gesteins. Die großen, vormals in der Magmakammer langsam gewachsenen Kristalle sind darin als Einsprenglinge eingeschlossen. Gelegentlich besitzen auch Plutonite ein porphyrisches Gefüge, wenn durch eine Änderung der Temperatur oder des Drucks einige Mineralphasen des Magmas rascher auskristallisiert sind als die übrigen zuvor. In diesem Fall ist die Grundmasse fein- bis mittelkörnig, und die Einsprenglinge können mehrere Zentimeter Größe erreichen.
In manchen Gesteinen, beispielsweise bei den Andesiten, Doleriten oder Lamprophyren, gibt es Übergangsformen, die sich dem ophitischen Gefügebild annähern.

## Beispiele für porphyrisches Gefüge

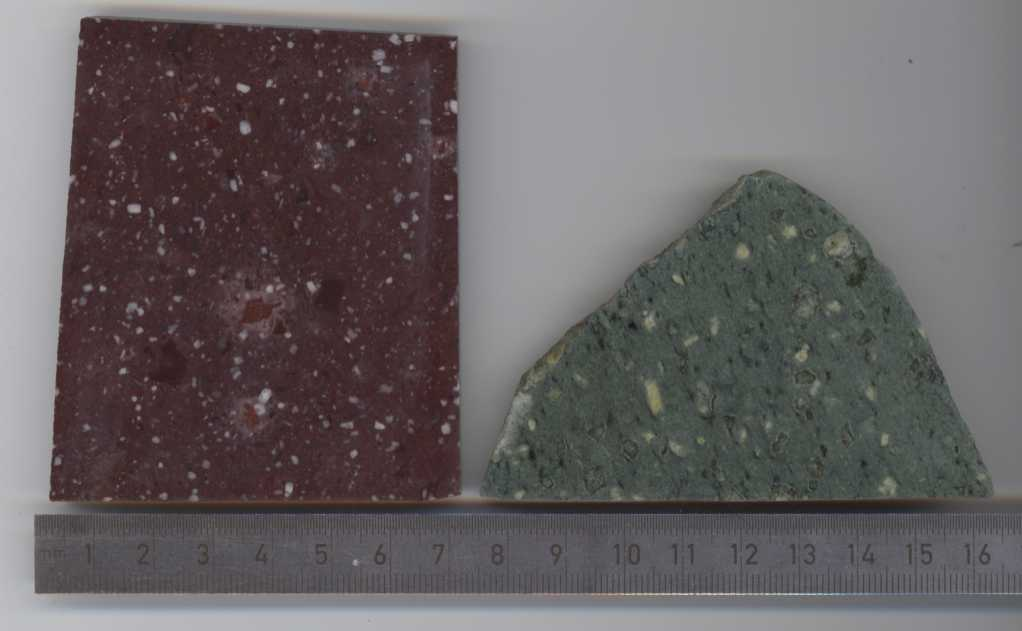
Beispiele aus dem Altai
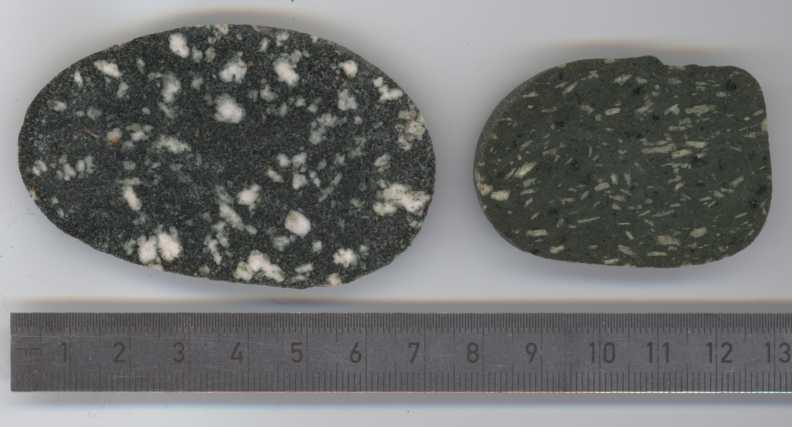
Beispiele aus dem Altai
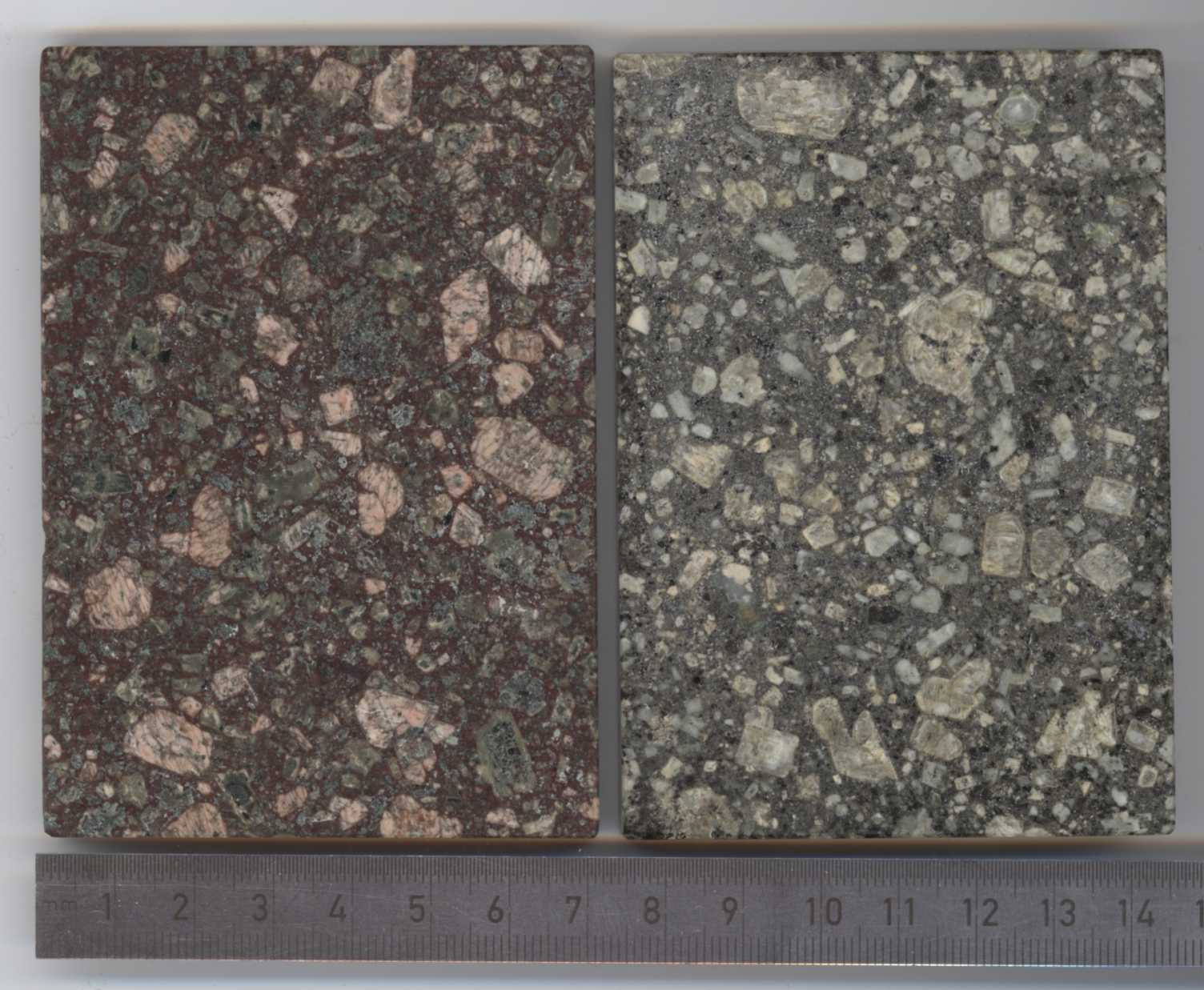
Mikrosyenogranit Beucha